# Volcán Las Tres Vírgenes
Volcán Las Tres Vírgenes är en vulkan i Mexiko.   Den ligger i delstaten Baja California Sur, i den västra delen av landet, 1 600 km nordväst om huvudstaden Mexico City. Toppen på Volcán Las Tres Vírgenes är 1 919 meter över havet.
Terrängen runt Volcán Las Tres Vírgenes är kuperad söderut, men norrut är den bergig. Volcán Las Tres Vírgenes är den högsta punkten i trakten. Trakten runt Volcán Las Tres Vírgenes är nära nog obefolkad, med mindre än två invånare per kvadratkilometer. Omgivningarna runt Volcán Las Tres Vírgenes är i huvudsak ett öppet busklandskap.